# Těsně vedle
Těsně vedle (v originále The Heartbreak Kid) je americká romantická komedie z roku 2007 od režisérů Bobbyho a Petera Farrellyových. Film měl v Americe premiéru 27. září 2007 a v Česku měl premiéru 15. listopadu 2007.

## Obsazení
| Ben Stiller       | Eddie   |
| Malin Akerman     | Lila    |
| Michelle Monaghan | Miranda |
| Jerry Stiller     | Doc     |
| Rob Corddry       | Mac     |